# Arctornis comma
Arctornis comma är en fjärilsart som beskrevs av Frederick Wollaston Hutton 1865. Arctornis comma ingår i släktet Arctornis och familjen tofsspinnare. Inga underarter finns listade i Catalogue of Life.